# Trevor Gillies
Pour les articles homonymes, voir Gillies.
Trevor Gillies (né le 30 janvier 1979 à Cambridge dans la province d'Ontario au Canada) est un joueur professionnel canadien de hockey sur glace. Il évolue au poste d'ailier gauche.

## Biographie
Après avoir joué trois saisons en tant que junior dans la Ligue de hockey de l'Ontario, Gillies fait ses débuts professionnels en 1999-2000 en jouant pour les Sea Wolves du Mississippi de l'ECHL. Il a également joué quelques matchs avec les Lock Monsters de Lowell de la Ligue américaine de hockey lors de cette même saison. 
Après cinq saisons dans les ligues mineures, il signe en juillet 2004 un contrat en tant qu'agent libre avec les Rangers de New York de la Ligue nationale de hockey et joue la saison 2004-2005 avec le club-école de l'équipe, le Wolf Pack de Hartford de la LAH.  
Le 23 août 2005, il est échangé aux Mighty Ducks d'Anaheim avec un choix de quatrième ronde du repêchage de 2007 contre Steve Rucchin. Cette saison, il joue la quasi-totalité de la saison avec le club-école des Ducks, les Pirates de Portland et joue son premier match dans la LNH.
Ce n'est que lors de la saison 2009-2010 qu'il revient jouer dans la LNH. Il joue 14 matchs avec les Islanders de New York puis 39 la saison suivante. Le 11 février 2011, lors d'un match contre les Penguins de Pittsburgh, il assène un coup de coude au visage d'Eric Tangradi et est suspendu pour neuf matchs. Le 2 mars, alors qu'il revient de sa suspension, il réalise une mise en échec par derrière envers Cal Clutterbuck du Wild du Minnesota et est une nouvelle fois suspendu, pour 10 matchs.
Le 14 octobre 2014, alors qu'il joue pour les Flames de l'Adirondack de la LAH, il est suspendu pour 12 matchs pour avoir frappé le joueur des Americans de Rochester William Carrier contre la glace.

## Statistiques
Pour les significations des abréviations, voir Statistiques du hockey sur glace.
| Saison     | Équipe                          | Ligue      |    | Saison régulière | Saison régulière | Saison régulière | Saison régulière | Saison régulière |   | Séries éliminatoires | Séries éliminatoires | Séries éliminatoires | Séries éliminatoires | Séries éliminatoires |
| Saison     | Équipe                          | Ligue      | PJ | B                | A                | Pts              | Pun              | PJ               | B | A                    | Pts                  | Pun                  |                      |                      |
| 1996-1997  | Centennials de North Bay        | LHO        | 26 | 0                | 3                | 3                | 72               | -                | - | -                    | -                    | -                    |                      |                      |
| 1997-1998  | Centennials de North Bay        | LHO        | 2  | 0                | 0                | 0                | 4                | -                | - | -                    | -                    | -                    |                      |                      |
| 1997-1998  | Sting de Sarnia                 | LHO        | 17 | 0                | 1                | 1                | 33               | -                | - | -                    | -                    | -                    |                      |                      |
| 1997-1998  | Generals d'Oshawa               | LHO        | 45 | 1                | 2                | 3                | 184              | 7                | 0 | 1                    | 1                    | 12                   |                      |                      |
| 1998-1999  | Generals d'Oshawa               | LHO        | 66 | 6                | 9                | 15               | 270              | 11               | 0 | 2                    | 2                    | 28                   |                      |                      |
| 1999-2000  | Sea Wolves du Mississippi       | ECHL       | 53 | 0                | 6                | 6                | 202              | -                | - | -                    | -                    | -                    |                      |                      |
| 1999-2000  | Lock Monsters de Lowell         | LAH        | 8  | 0                | 0                | 0                | 38               | -                | - | -                    | -                    | -                    |                      |                      |
| 2000-2001  | Generals de Greensboro          | ECHL       | 63 | 1                | 6                | 7                | 303              | -                | - | -                    | -                    | -                    |                      |                      |
| 2000-2001  | IceCats de Worcester            | LAH        | -  | -                | -                | -                | -                | 6                | 0 | 0                    | 0                    | 24                   |                      |                      |
| 2001-2002  | Lynx d'Augusta                  | ECHL       | 46 | 0                | 1                | 1                | 269              | -                | - | -                    | -                    | -                    |                      |                      |
| 2001-2002  | Renegades de Richmond           | ECHL       | 18 | 0                | 1                | 1                | 51               | -                | - | -                    | -                    | -                    |                      |                      |
| 2001-2002  | Bruins de Providence            | LAH        | 5  | 0                | 0                | 0                | 21               | -                | - | -                    | -                    | -                    |                      |                      |
| 2002-2003  | Lock Monsters de Lowell         | LAH        | 25 | 0                | 1                | 1                | 132              | -                | - | -                    | -                    | -                    |                      |                      |
| 2002-2003  | Renegades de Richmond           | ECHL       | 6  | 0                | 0                | 0                | 20               | -                | - | -                    | -                    | -                    |                      |                      |
| 2002-2003  | Rivermen de Peoria              | ECHL       | 24 | 0                | 1                | 1                | 180              | -                | - | -                    | -                    | -                    |                      |                      |
| 2003-2004  | Falcons de Springfield          | LAH        | 61 | 2                | 1                | 3                | 277              | -                | - | -                    | -                    | -                    |                      |                      |
| 2004-2005  | Wolf Pack de Hartford           | LAH        | 49 | 0                | 2                | 2                | 277              | -                | - | -                    | -                    | -                    |                      |                      |
| 2005-2006  | Pirates de Portland             | LAH        | 50 | 2                | 3                | 5                | 169              | 4                | 0 | 0                    | 0                    | 0                    |                      |                      |
| 2005-2006  | Mighty Ducks d'Anaheim          | LNH        | 1  | 0                | 0                | 0                | 21               | -                | - | -                    | -                    | -                    |                      |                      |
| 2006-2007  | Pirates de Portland             | LAH        | 51 | 1                | 6                | 7                | 151              | -                | - | -                    | -                    | -                    |                      |                      |
| 2006-2007  | Lynx d'Augusta                  | ECHL       | 7  | 0                | 2                | 2                | 23               | -                | - | -                    | -                    | -                    |                      |                      |
| 2007-2008  | River Rats d'Albany             | LAH        | 51 | 1                | 1                | 2                | 112              | 7                | 0 | 0                    | 0                    | 19                   |                      |                      |
| 2008-2009  | River Rats d'Albany             | LAH        | 30 | 0                | 0                | 0                | 125              | -                | - | -                    | -                    | -                    |                      |                      |
| 2009-2010  | Sound Tigers de Bridgeport      | LAH        | 24 | 1                | 0                | 1                | 169              | -                | - | -                    | -                    | -                    |                      |                      |
| 2009-2010  | Islanders de New York           | LNH        | 14 | 0                | 1                | 1                | 75               | -                | - | -                    | -                    | -                    |                      |                      |
| 2010-2011  | Islanders de New York           | LNH        | 39 | 2                | 0                | 2                | 165              | -                | - | -                    | -                    | -                    |                      |                      |
| 2011-2012  | Islanders de New York           | LNH        | 3  | 0                | 0                | 0                | 0                | -                | - | -                    | -                    | -                    |                      |                      |
| 2011-2012  | Sound Tigers de Bridgeport      | LAH        | 26 | 1                | 0                | 1                | 65               | -                | - | -                    | -                    | -                    |                      |                      |
| 2012-2013  | Vitiaz Tchekhov                 | KHL        | 24 | 0                | 0                | 0                | 95               | -                | - | -                    | -                    | -                    |                      |                      |
| 2013-2014  | HIFK                            | SM-liiga   | 3  | 0                | 0                | 0                | 54               | -                | - | -                    | -                    | -                    |                      |                      |
| 2013-2014  | Solar Bears d'Orlando           | ECHL       | 5  | 0                | 0                | 0                | 21               | -                | - | -                    | -                    | -                    |                      |                      |
| 2013-2014  | Heat d'Abbotsford               | LAH        | 9  | 0                | 0                | 0                | 12               | 3                | 0 | 0                    | 0                    | 0                    |                      |                      |
| 2014-2015  | Flames de l'Adirondack          | LAH        | 20 | 1                | 0                | 1                | 45               | -                | - | -                    | -                    | -                    |                      |                      |
| 2015-2016  | Stingrays de la Caroline du Sud | ECHL       | 46 | 0                | 2                | 2                | 106              | 19               | 0 | 1                    | 1                    | 25                   |                      |                      |
| 2016-2017  | Stingrays de la Caroline du Sud | ECHL       | 34 | 0                | 0                | 0                | 94               | 5                | 0 | 0                    | 0                    | 19                   |                      |                      |
| 2017-2018  | Stingrays de la Caroline du Sud | ECHL       | 20 | 0                | 0                | 0                | 71               | -                | - | -                    | -                    | -                    |                      |                      |
| Totaux LNH | Totaux LNH                      | Totaux LNH | 57 | 2                | 1                | 3                | 261              | -                | - | -                    | -                    | -                    |                      |                      |